# Gundar
|  | Per a altres significats, vegeu «Príncep Gundar». |

Gundar (Gumdu-ar o Shaumuganadi) és un riu de Tamil Nadu, que es forma per la unió de diversos rierols que neixen a les muntanyes Andipatti o Varshanad. Corre en direcció sud-est uns 160 km i desaigua a la mar prop de Kilkarai.